# Simon Beckett
Simon Beckett (* 20. April 1960 (nach anderen Angaben 1968) in Sheffield, Großbritannien) ist ein britischer Journalist und Autor. Bekannt wurde er durch mehrere Thriller um den fiktiven forensischen Anthropologen David Hunter. Seine Bücher wurden bisher in 29 Sprachen übersetzt und haben sich weltweit über 7 Millionen Mal verkauft.

## Biografie
Nach seinem Abschluss mit einem Master of Arts in englischer Sprache arbeitete Beckett als Immobilienhändler, Hausmeister, Englisch- und Spanischlehrer und Schlagzeuger, bevor er sich ganz dem Schreiben widmete. Als freiberuflicher Journalist schrieb er für The Times, The Independent on Sunday, The Daily Telegraph, The Observer und andere Publikationen.
Bei Recherchen lernte er die Polizeiarbeit von innen kennen; das gilt insbesondere für seine Erfahrungen mit der Body Farm der University of Tennessee in Tennessee, USA, einer Forschungsanstalt für Verwesungsprozesse. Diese Wissensbasis kam seinen Romanen zugute.
Bereits 1996 verlieh ihm die deutsche „Raymond Chandler Gesellschaft e. V.“ für den Roman Animals den Marlowe in der Kategorie „International“. Sein Buch Die Chemie des Todes erschien 2006 und spannt um den fiktiven Forensiker David Hunter eine Kriminalgeschichte. Der Roman wurde 2006 für den Dagger Award nominiert. Im Sommer 2007 setzte er die David-Hunter-Reihe mit dem Roman Kalte Asche fort, in dem er die spontane menschliche Selbstentzündung thematisiert und entmythisiert. Anfang 2009 erschien sein nächster Roman Leichenblässe, der in Tennessee spielt und auch David Hunters Arbeit auf der Body Farm thematisiert. Zusammen mit Arne Dahl erhielt Beckett 2018 den Ripper Award.
Der bereits 1998 veröffentlichte und 2009 in deutscher Sprache erschienene Roman Obsession spielt in London und handelt von einem autistischen Jungen. Er ist nicht Teil der Reihe um David Hunter.
Beckett ist verheiratet und lebt mit seiner Frau Hilary in Sheffield.
2023 lief mit der Serie Simon Becketts Die Chemie des Todes eine Verfilmung seines gleichnamigen Romans und dessen Nachfolgers Kalte Asche an.

## Bibliographie
Die David-Hunter-Reihe
- 2006 The Chemistry of Death
  - Die Chemie des Todes, dt. von Andree Hesse, Wunderlich, Reinbek 2006, ISBN 978-3-8052-0811-6.
- 2007 Written in Bone
  - Kalte Asche, dt. von Andree Hesse, Wunderlich, Reinbek 2007, ISBN 978-3-8052-0812-3.
- 2009 Whispers of the Dead
  - Leichenblässe, dt. von Andree Hesse, Wunderlich, Reinbek 2009, ISBN 978-3-8052-0866-6.
- 2010 The Calling of the Grave
  - Verwesung, dt. von Andree Hesse, Wunderlich, Reinbek 2011, ISBN 978-3-8052-0867-3. (Platz 1 der Spiegel-Bestsellerliste vom 7. März bis zum 8. Mai 2011)
- 2013 Cat and Mouse
  - Katz und Maus. Eine David-Hunter-Story (Kurzgeschichte), dt. von Hans-Ulrich Möhring, Rowohlt E-Book, Reinbek 2013, ISBN 978-3-644-21431-6.
- 2016 The Restless Dead
  - Totenfang, dt. von Sabine Längsfeld und Karen Witthuhn, Wunderlich, Reinbek bei Hamburg 2017, ISBN 978-3-8052-5001-6.
- 2019 The Scent of Death
  - Die ewigen Toten, dt. von Karen Witthuhn und Sabine Längsfeld, Wunderlich, Reinbek bei Hamburg 2019, ISBN 978-3-8052-5002-3.
- 2025 The Bone Garden
  - Knochenkälte, dt. von Sabine Längsfeld und Karen Witthuhn, Wunderlich, 05.11.2025, ISBN 978-3-8052-0054-7.[2]

Jonah-Colley-Reihe 
- 2021 The Lost
  - Die Verlorenen, dt. von Karen Witthuhn und Sabine Längsfeld, Wunderlich, Reinbek bei Hamburg 2021, ISBN 978-3-8052-0052-3.

weitere Romane
- 1994 Fine Lines
  - Voyeur, dt. von Andree Hesse, Rowohlt, Reinbek 2010, ISBN 978-3-499-24917-4 (früherer Titel Galerie der Verführung).
- 1995 Animals
  - Tiere, dt. von Andree Hesse, Rowohlt, Reinbek 2011, ISBN 978-3-499-24915-0.
- 1997 Where There’s Smoke
  - Flammenbrut, dt. von Michaela Link, Rowohlt, Reinbek 2009, ISBN 978-3-499-24916-7 (früherer Titel Das Kind des Prometheus).
- 1998 Owning Jacob
  - Obsession, dt. von Andree Hesse, Rowohlt, Reinbek 2009, ISBN 978-3-499-24886-3.
- 2014 Stone Bruises
  - Der Hof, dt. von Juliane Pahnke; Wunderlich, Reinbek 2014, ISBN 978-3-8052-5068-9. (Platz 1 der Spiegel-Bestsellerliste vom 17. Februar bis zum 16. März 2014)

Kurzgeschichten
- Schneefall. In: Tödliche Gaben. Die spannendsten Weihnachtskrimis. Hrsg. Silke Jellinghaus, Wunderlich Verlag, Reinbek 2009, ISBN 978-3-8052-0883-3, S. 7–16.
- Ein ganz normaler Tag. In: Tatort Tannenbaum. Kommissare feiern Weihnachten. Hrsg. Friederike Ney, Wunderlich Verlag, Reinbek 2012, ISBN 978-3-8052-5048-1, S. 7–29.
- Katz und Maus. (David-Hunter-Reihe) Rowohlt E-Book, 2013, ISBN 978-3-644-21431-6.
- Versteckt. Dunkle Geschichten. Wunderlich, 2020, ISBN 978-3-8052-0084-4.

## Hörbücher
- Die Chemie des Todes. Audiobuch, Freiburg/B. 2006, ISBN 3-89964-196-5 (auf 6 CDs, gelesen von Johannes Steck, 457 Min.)
- Kalte Asche. Argon Verlag, Berlin 2009, ISBN 978-3-86610-725-0 (auf 6 CDs, gelesen von Johannes Steck, 449 Min.), (DE: ×3Dreifachgold (Hörbuch-Award) )[3]
- Leichenblässe. Argon Verlag, Berlin 2009, ISBN 978-3-86610-594-2 (auf 6 CDs, gelesen von Johannes Steck, 454 Min.), (DE: Platin (Hörbuch-Award))
- Flammenbrut. Argon Verlag, Berlin 2009, ISBN 978-3-86610-941-4 (auf 6 CDs, gelesen von Johannes Steck, 417 Min.)
- Obsession. Argon Verlag, Berlin 2009, ISBN 978-3-86610-618-5 (auf 6 CDs, gelesen von Johannes Steck, 472 Min.)
- Voyeur. Argon Verlag, Berlin 2010, ISBN 978-3-8398-9034-9 (auf 6 CDs, gelesen von Johannes Steck, 410 Min.)
- Tiere. Argon Verlag, Berlin 2011, ISBN 978-3-8398-1074-3 (auf 5 CDs, gelesen von Johannes Steck, 384 Min.)
- Verwesung. Argon Verlag, Berlin 2011, ISBN 978-3-8398-1087-3 (auf 6 CDs, gelesen von Johannes Steck, 430 Min.), (DE: Platin (Hörbuch-Award))
- Katz und Maus. Argon Verlag, Berlin 2013, ISBN 978-3-8398-1290-7 (auf 1 CD, gelesen von Johannes Steck, 57 Min.)
- Der Hof. Argon Verlag, Berlin 2014, ISBN 978-3-8398-1301-0 (auf 6 CDs, gelesen von Johannes Steck, 439 Min.), (DE: Gold (Hörbuch-Award))
- Totenfang. Argon Verlag, Berlin 2016, ISBN 978-3-8398-1535-9 (auf 12 CDs, gelesen von Johannes Steck, 947 Min.), (DE: ×3Dreifachgold (Hörbuch-Award) )
- Die ewigen Toten. Argon Verlag, Berlin 2019, ISBN 978-3-8398-1667-7 (auf 11 CDs, gelesen von Johannes Steck, 13 Std.), (DE: Gold (Hörbuch-Award))